# Sundsjö kyrka
Sundsjö kyrka är en kyrkobyggnad i Bräcke kommun. Den är församlingskyrka i Revsund, Sundsjö, Bodsjö församling, Härnösands stift.

## Kyrkobyggnaden
Den tidigare kyrkan låg på annan plats och är i dag en ruin. Den var huvudsakligen byggd av granit och bestod av ett rektangulärt långhus med smalare, rakt avslutat kor i öster. Vid västra kortsidan fanns ett lågt torn av trä och norr om koret fanns en sakristia av trä.
Den nuvarande stenkyrkan uppfördes åren 1827-1832 under ledning av byggmästaren Simon Geting. Den består av långhus med kor och vidbyggd sakristia i öster samt ett torn i väster. 1911 ersattes det ursprungliga spåntaket av ett skiffertak.

## Inventarier
- Predikstolen är tillverkad av Jonas Edler, men arbetet avslutades efter dennes död 1832.
- Dopfunten av röd granit är tillverkad av Thorwald Alef och installerad i kyrkan 1958.
- Orgeln med fasad är byggd 1877 av Åkerman & Lund Orgelbyggeri.

### Webbkällor
- anläggningspresentation
- Information från församlingen